# トップウォーター
トップウォーター（topwater）はルアーフィッシングにおいて、特にバスフィッシングで使われる用語で、水面および極めて浅い水中で使用されるルアー群であるトップウォータープラグ、もしくはこれらのルアーを使用する釣りのスタイルトップウォーターバスフィッシングのこと。

## 概要
初期のプラグは木片を削って作った浮力の高いもので、すべて水に浮くトップウォータープラグであった。技術の進化に伴ってミノーやクランクベイトに代表される引くと潜るルアーや、バイブレーションのように重く沈むルアーが多くなると、比較的釣れにくいトップウォータープラグは、条件の揃ったときにしか出番のない難しいルアーとして陰に隠れていた。
しかしフッキングの瞬間が目で見られる魅力と、懐古趣味のようなものが混ざり合って、一部のバサーの間で人気が再燃し、トップウォーター専門の本や雑誌が発売されるに至った(このようなアングラーをトッパーという)。さらに専用のタックル（リールや竿）も開発され、専門店も登場するなど、現在では新たなジャンルとして完成されている。ただしトップウォータープラグのみにこだわり、潜るルアーやワームを一切使わないという徹底した志向は、日本独特の現象である。
バズベイトもトップウォーターのルアーであるが、プラグではなくワイヤーベイトであり、リールによるラインの巻き取りを停止すると沈降してしまう性質から、トップ愛好家にはあまり好まれない。しかしバズベイトのプロペラは水面において効果的な機構なので、そのプロペラのみをプラグやフロッグの頭に取り付け商品化されたものもある。またフロッグはプラグではないが容認されている。
トップウォータープラグによる釣りが容易ではないのは、表層は外敵が多く危険の高い場所であり、水温低下による低活性時などは特に、魚は水面までルアーを追いに来たがらないからである。
その反面、トップウォーターという方法論が有効な魚も少なからず存在する。例えば水面に浮遊もしくは生息する昆虫を主に捕食している個体は水面間際でのルアーによるアピールにしか反応せず、沈むルアーには見向きもしない。

## トップウォータープラグの種類
- ペンシルベイト
- ポッパー
- スウィッシャー
- ノイジー
- ダーター
- フロッグ

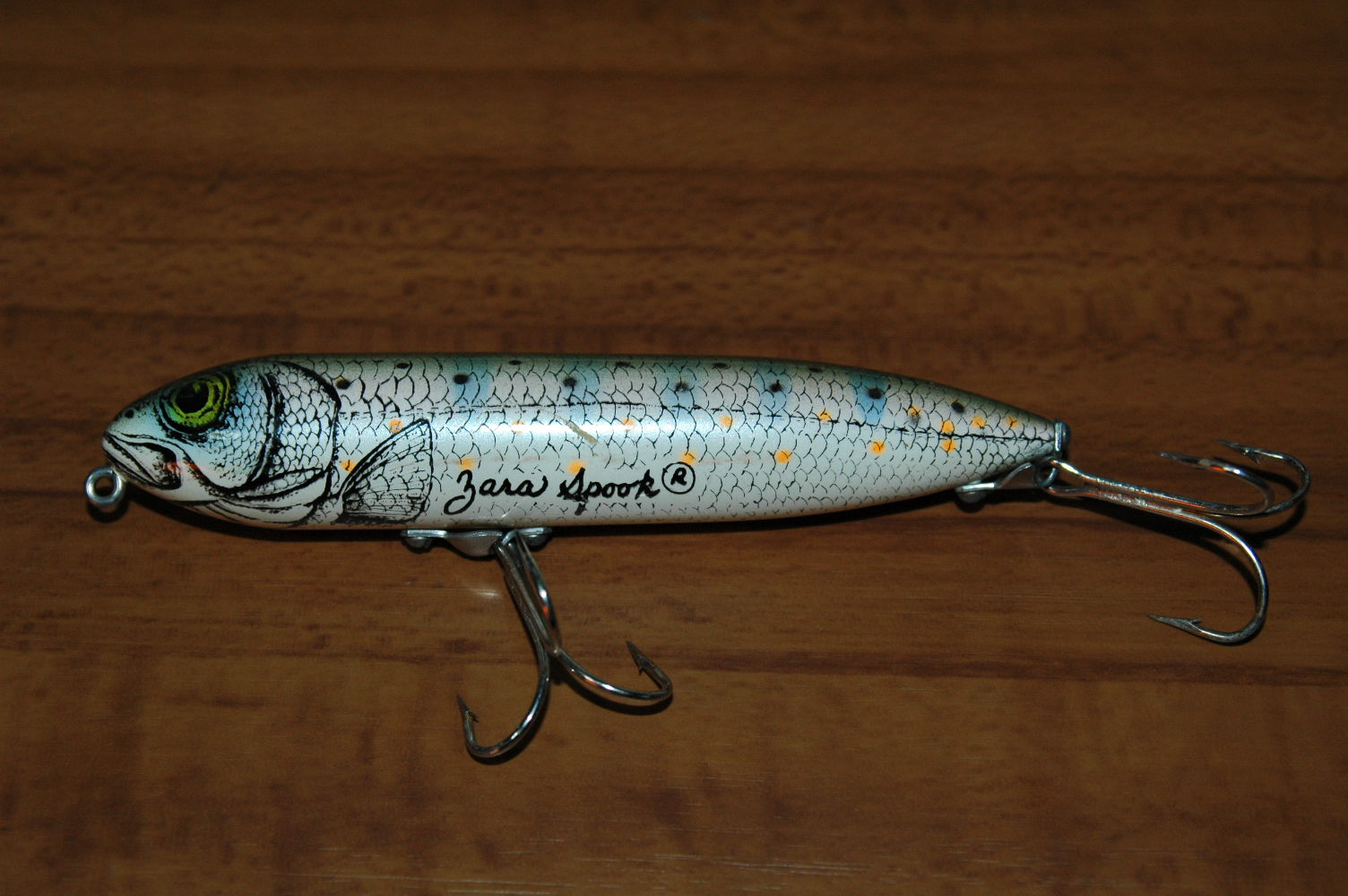
オリジナルザラスプーク
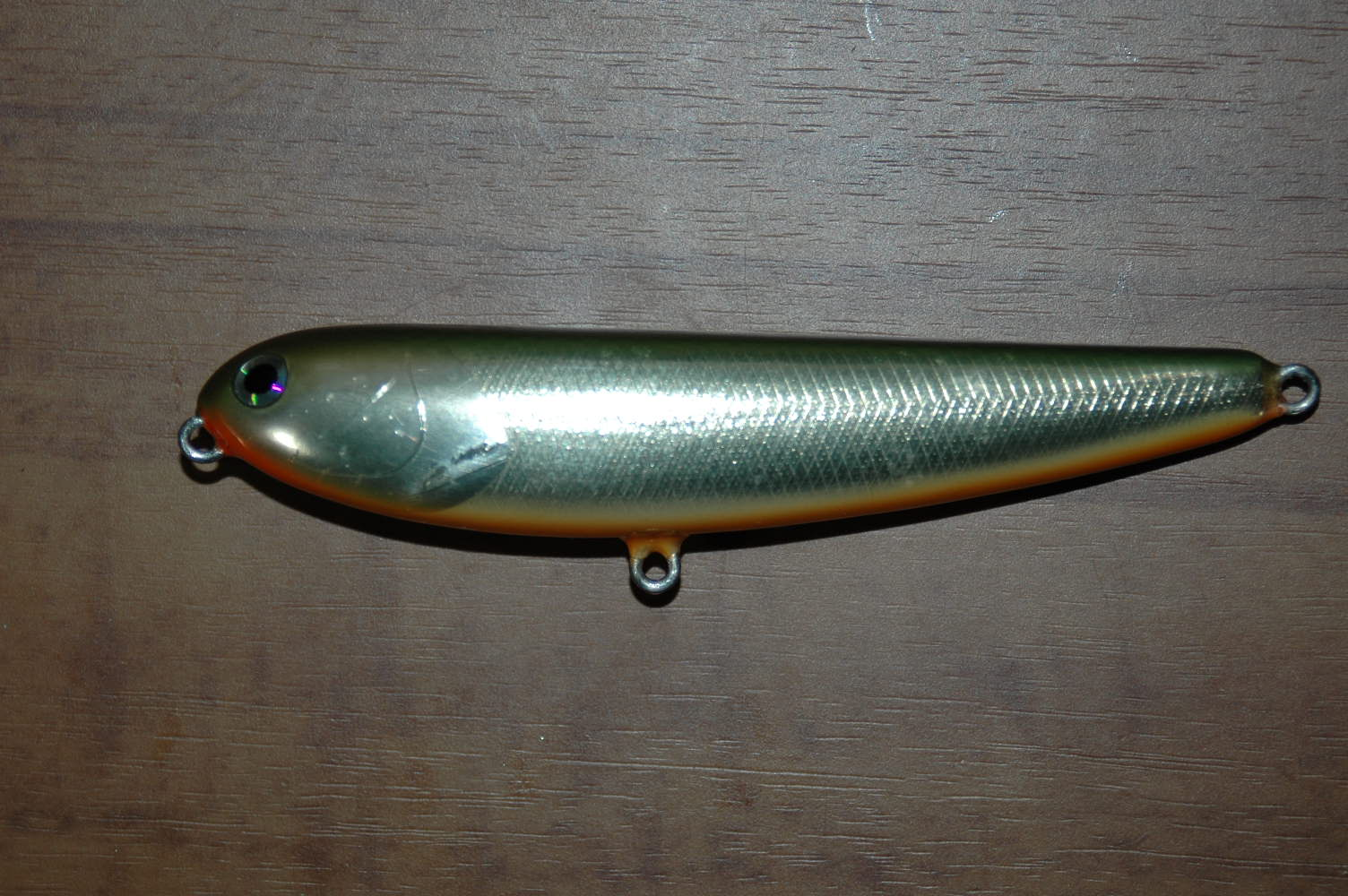
ファットペンシル
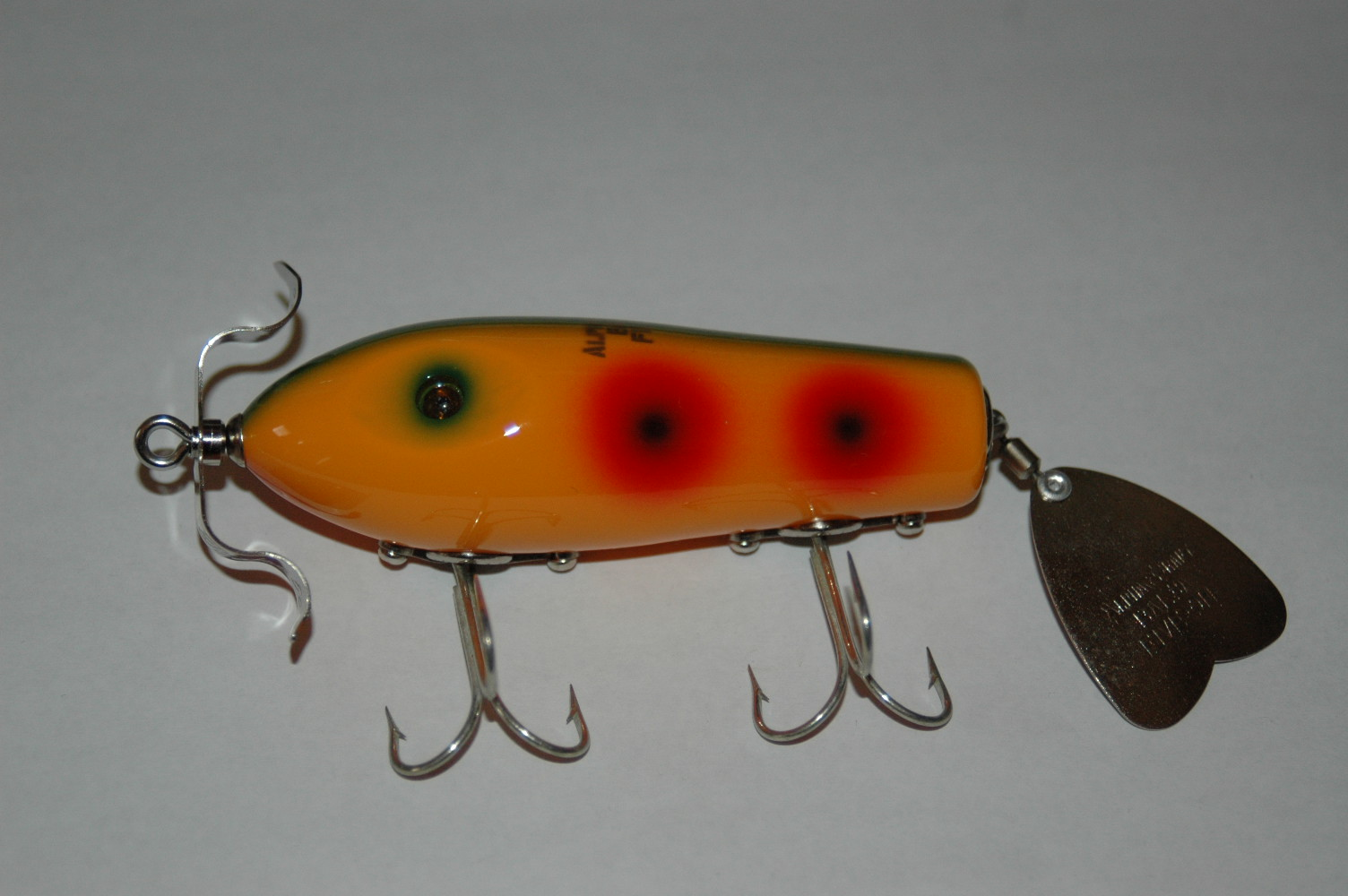
マンボー
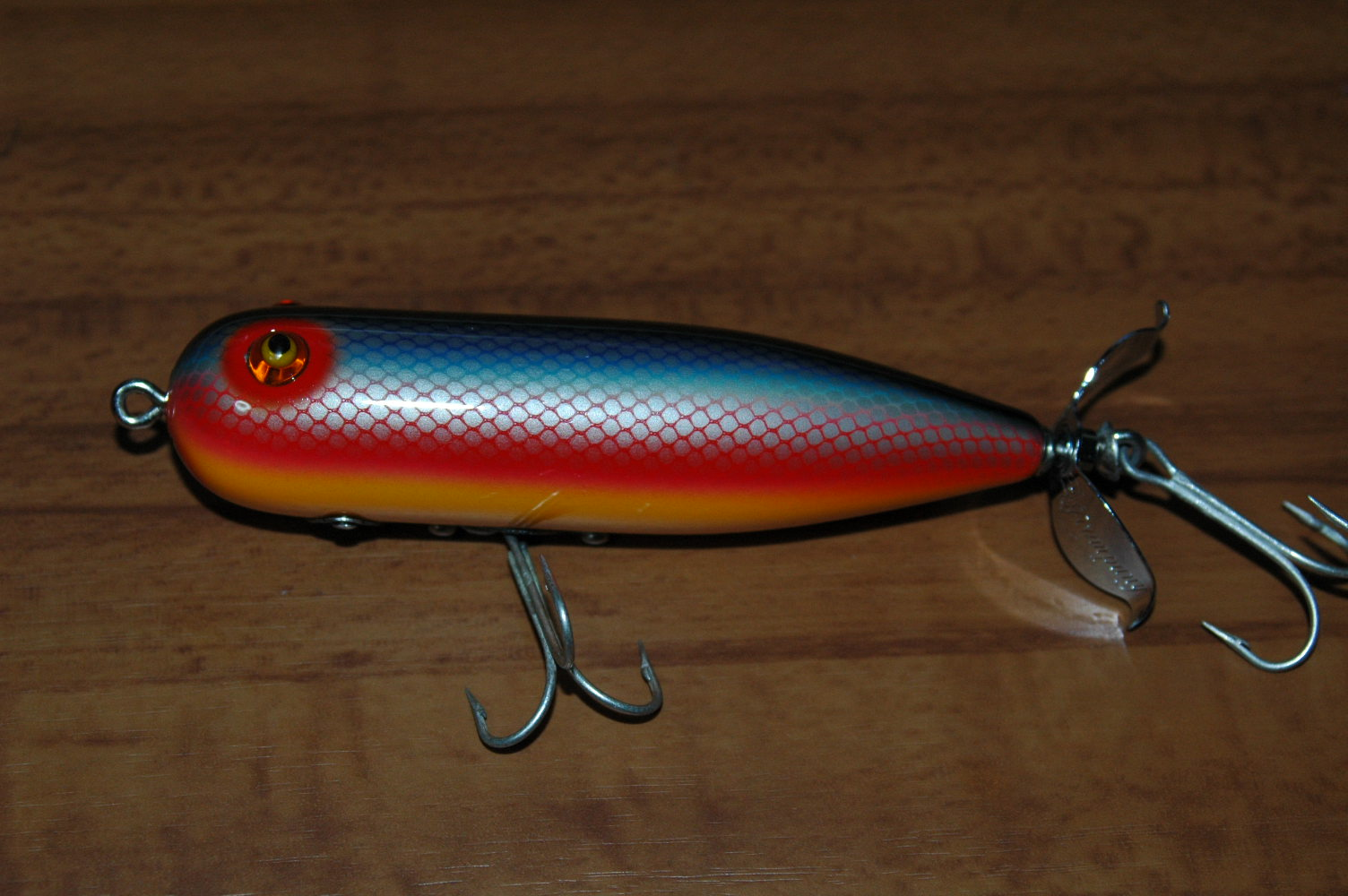
ピーカブー
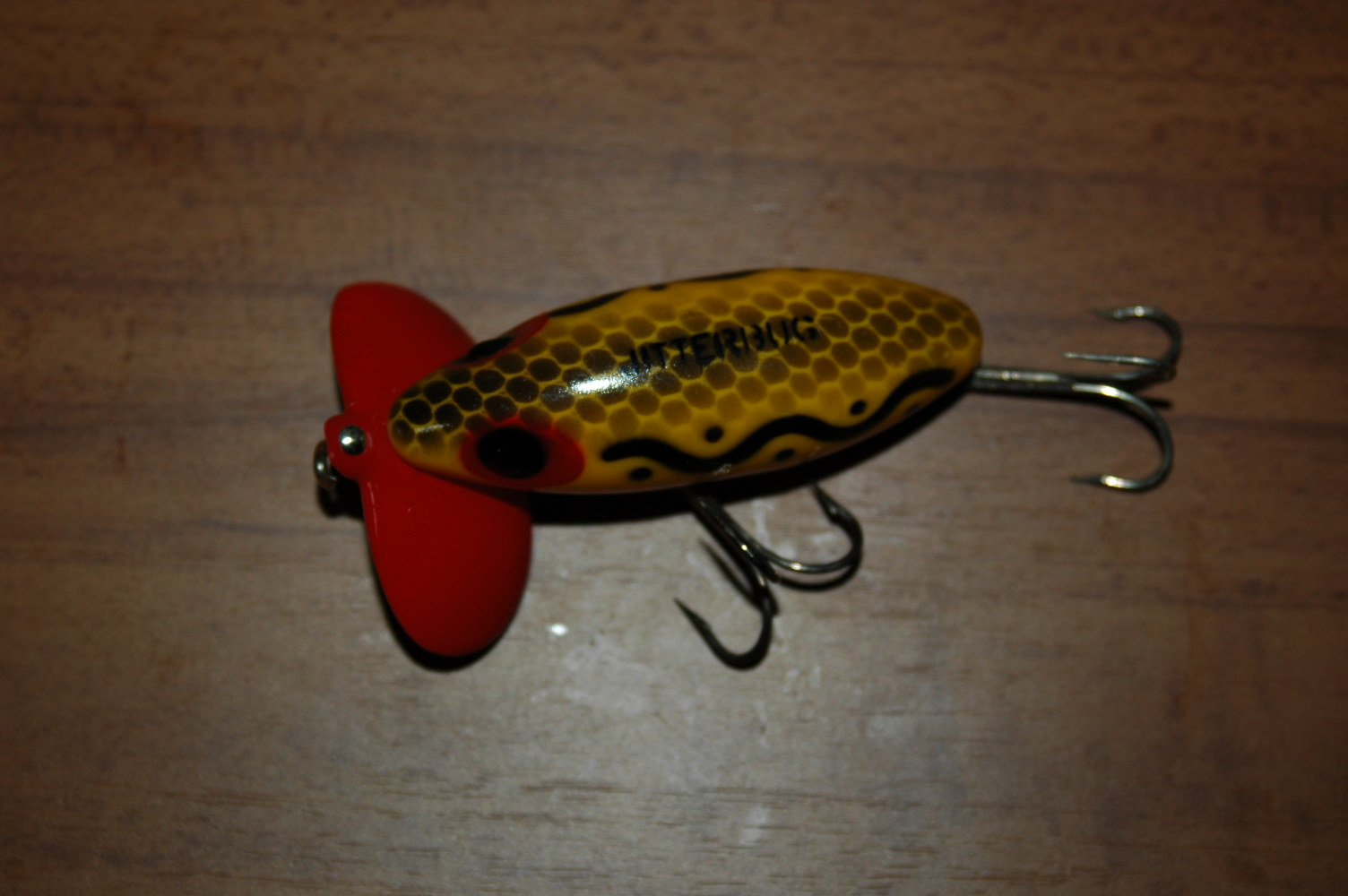
ジッターバグ
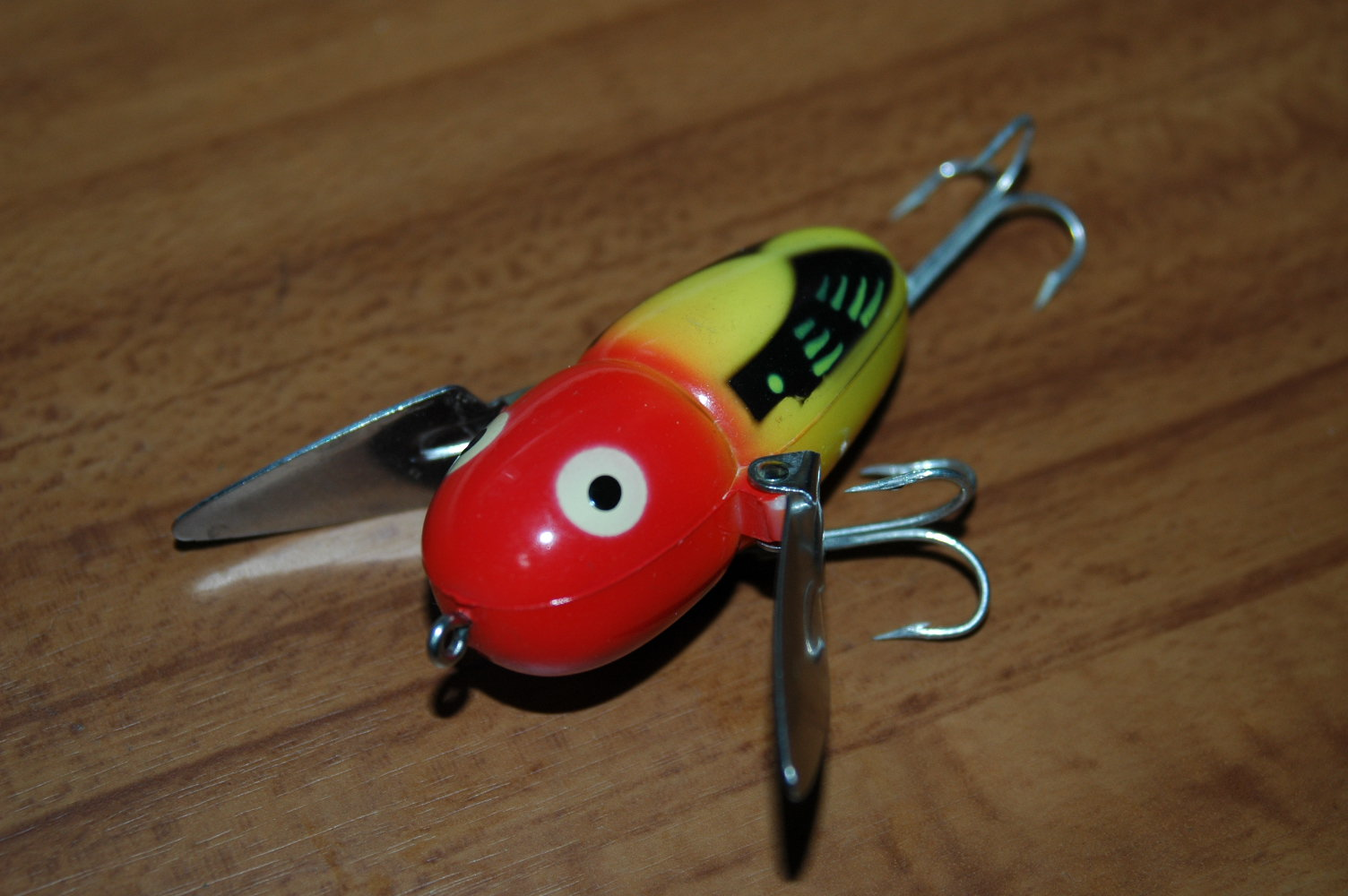
クレイジークローラー
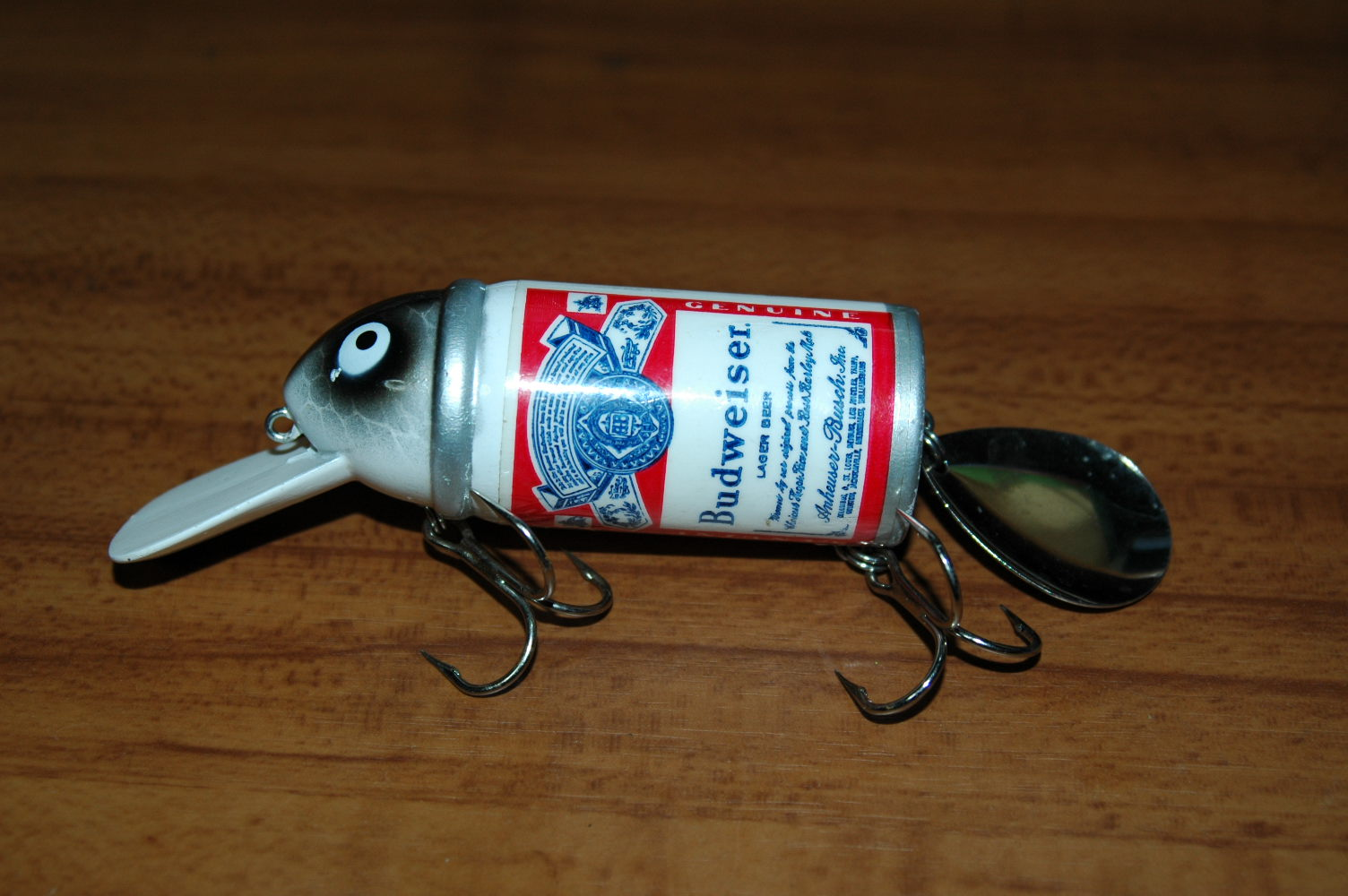
ビックバド
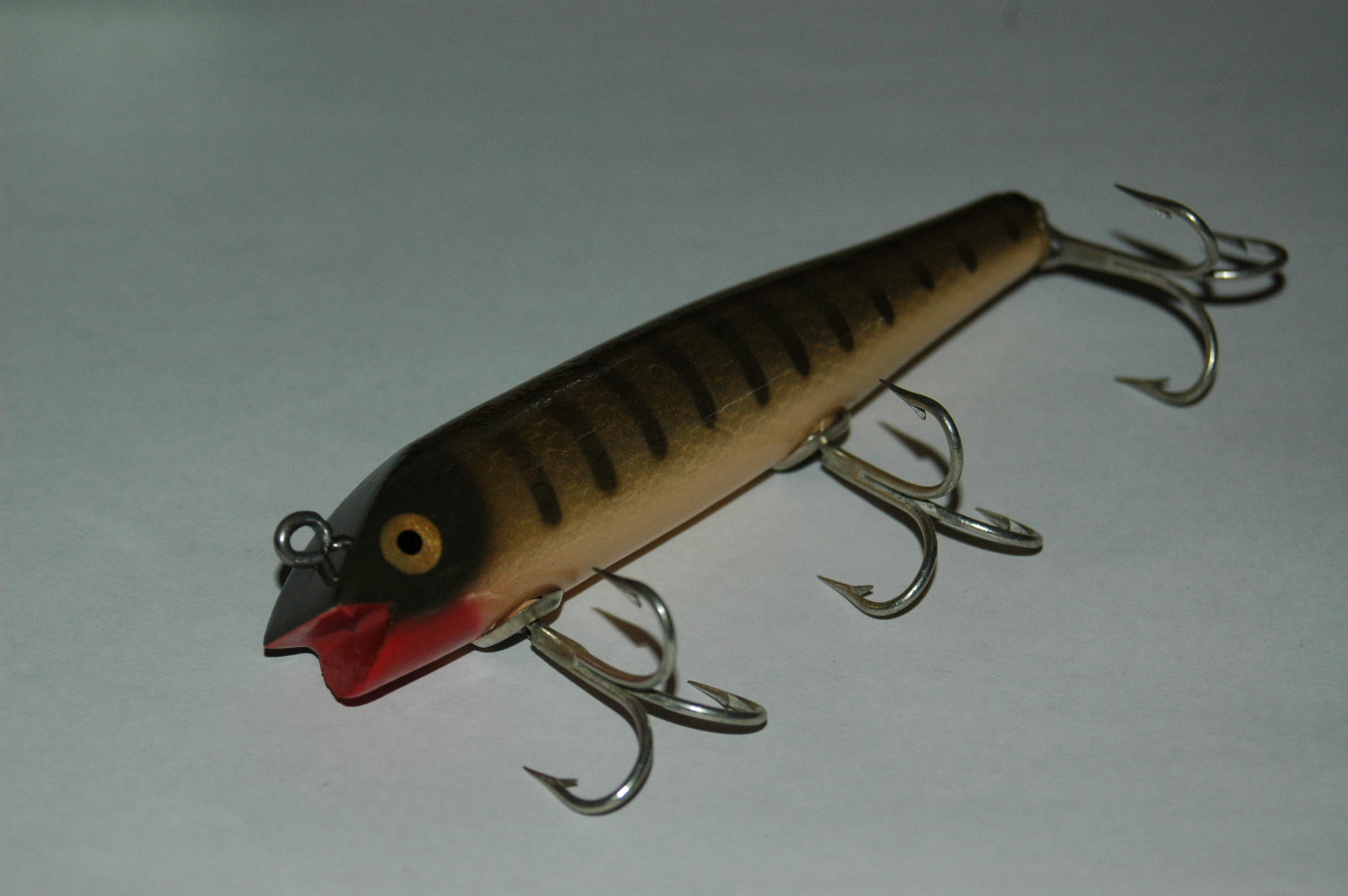
クリークチャブ・ダーター